# Sorell
Sorell-Midway Point (4 186 habitants) est une petite ville côtière a 25 km au nord-est de Hobart au sud-est de la Tasmanie en Australie.

## Sources
- Statistiques sur Sorell-Midway Point.